# Cratere Bridgman
Bridgman è un cratere lunare di 81,89 km situato nella parte nord-occidentale della faccia nascosta della Luna.
Il cratere è dedicato al fisico statunitense Percy Williams Bridgman.

## Crateri correlati
Alcuni crateri minori situati in prossimità di Bridgman sono convenzionalmente identificati, sulle mappe lunari, attraverso una lettera associata al nome.
| Bridgman | Coordinate             | Diametro (in km) |
| -------- | ---------------------- | ---------------- |
| C        | 46°34′12″N 140°24′00″E | 40,44            |
| E        | 44°04′48″N 141°50′24″E | 27,55            |
| F        | 43°51′00″N 141°19′12″E | 51,95            |